# Восход (Кадомский район)
Восход — село в Кадомском районе Рязанской области. Административный центр Восходского сельского поселения. Крупнейший населённый пункт Кадомского района после Кадома.

## История
В документах село Полтевы Пеньки впервые упоминается в 1645 году. В 1860 году открывается по церковному ведомству начальная школа. В 1909 году была открыта земская больница с амбулаторией, в 1910 году — земская начальная школа, в 1911 году — ветеринарный пункт.
Во время Великой Отечественной войны село принимало эвакуированных. Среди них семья Новиковых, мать и дети, один из них — Юрий Васильевич Новиков (род. 25 февраля 1937 года) — хирург-ангиолог; ректор (1977—2007), президент (с 2007), заведующий кафедрой оперативной хирургии и топографической анатомии Ярославского государственного медицинского университета (ЯГМУ); член Правления Российского Союза ректоров; академик РАМН.
В 1966 году указом президиума ВС РСФСР село Полтевы Пеньки переименовано в Восход.
Деревянная Казанская церковь с Серафимовским и Никольским приделами, построенная в селе в 1904—1907 годах, сломана в 1930-х годах (раскатана на дрова). Приход восстановлен в 1995 году, службы проходили в молитвенном доме, устроенном в приспособленном здании. Ныне существующая деревянная шатровая церковь с приделом Царственных Новомучеников заложена 2 февраля 2007 года, освящена 24 октября 2009 года.

## Население
| 1984 | 2010 | 2023 |
| ---- | ---- | ---- |
| 790  | ↘399 | ↘323 |

## Инфраструктура
В окрестностях села есть деревообрабатывающее предприятие (пилорама), АЗС, кладбище. В пределах села есть 2 продуктовых магазина, отделение почты, дом культуры, медпункт, бар, памятник павшим в Великой Отечественной войне, сельская администрация и Казанская церковь (построена в 2009 году на месте сгоревшей прежней церкви).

## Транспорт
Через село проходит трасса 61к-030 Сасово—Кадом, по которой проходит общественный транспорт по направлению Рязань—Кадом.